# 大地は器

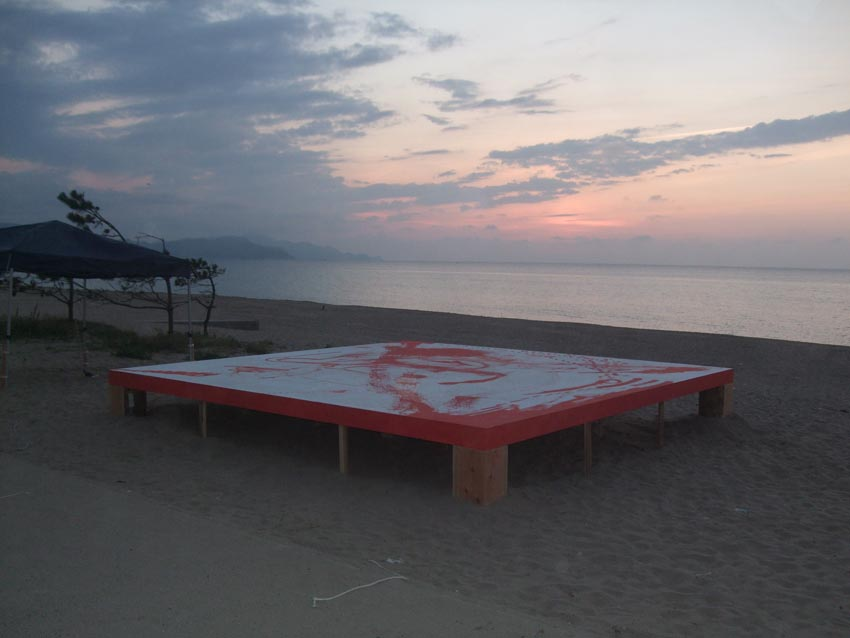
丹後建国1300年 茜色の祭典

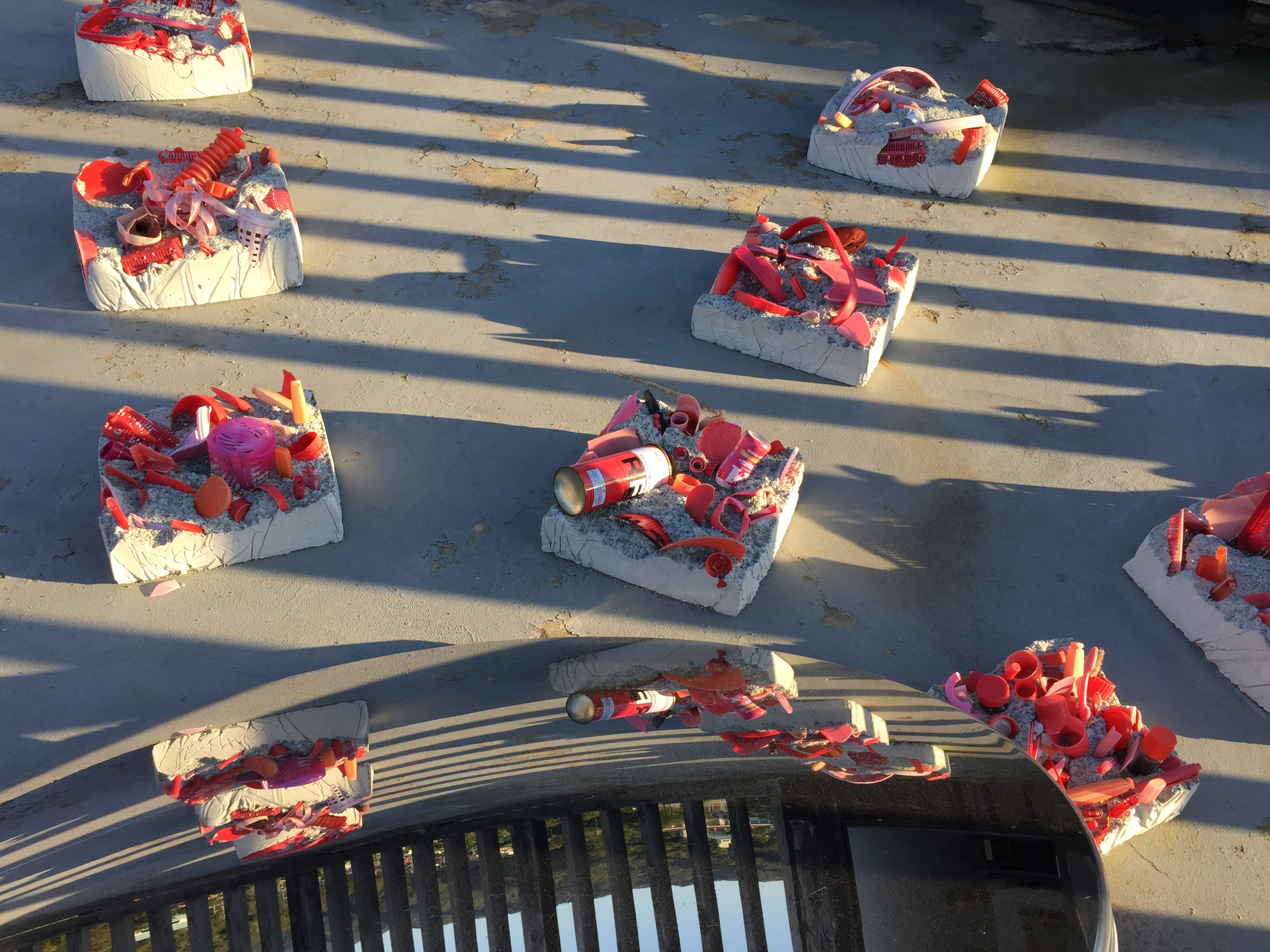
丹後の丹にちなみ、赤色の海岸漂着物で制作された作品「丹華」鈴木昭男作

大地は器（だいちはうつわ）は、ミクストメディアを手掛ける地域アート作家・池田修造が、地元である丹後地方そのものが美術館のようなものであるとして、場（地域）と文化（芸術）の融合をはかり、日常生活のなかで芸術に触れる場を築くため、2010年（平成22年）5月に京都府京丹後市網野町浜詰に開館した「ヒカリ美術館」でプロデュースする、企画コンセプト。
また、池田修造が代表を務める丹後在住アーティストによる団体「丹後アート会議」（2017年 - ）の正式名称である。公式文書では、団体名は丹後アート会議「大地は器」と記載される。

## 概要

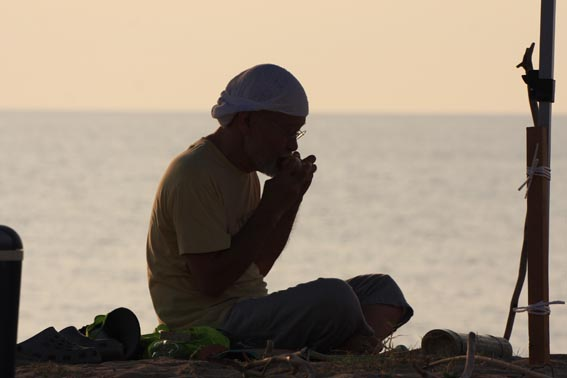
サウンド・アーティスト鈴木昭男による「土笛」パフォーマンス（2013年「茜色の祭典」）

京丹後市網野町にあるヒカリ美術館館長の池田修造を中心とした丹後在住のアーティストによる、地域の歴史や文化、環境を芸術を通して考え、芸術による地域活性化を図るべく立案、開催されている様々なプロジェクトの、支柱となっている概念が「大地は器」である。現在の丹後の風景は、歴史的、地理的な様々な要素の連鎖によって、そこに生きる人々の営みのなかで文化が生まれ育ってきた結果つくられてきたものであるとみて、大地がそうした人々の営みから生まれる文化の器であり、芸術もそうして育まれた文化の一形態であるという、池田修造の思想を反映したコンセプトである。
丹後地域で最初の美術館であったヒカリ美術館開館年の2010年（平成22年）には、京丹後市観光芸術推進倶楽部を発足して、京丹後市丹後町中浜地区一帯を会場に「日韓間人展2010 in 中浜」を企画、約3週間に及ぶ一大イベントを開催した。2013年（平成25年）は、茜色の祭典実行委員会を立ち上げ、「茜色の祭典」を企画し開催。2015年（平成27年）は「文化と自然とまちづくり」実行委員会を組織し、網野町と久美浜町でアートイベント「大地は器2015」を主催。この際、イベントの顔として久美浜町の葛野浜に設置された「風還元 - 巨大な土の球体∅4.1m」は、新潟県十日町市で2015年7月26日から9月13日にかけて開催された「大地の芸術祭 越後妻有アートトリエンナーレ2015」で展示された後に当地に運ばれ、現在は、長野県原村の森の中に展示されている。2016年（平成28年）以降は「丹後アート会議」主催として、京丹後市峰山町内の空き家を活用した数々の展覧会や、ワークショップを企画した。

## 2010年「2010日韓間人展 in 中浜」

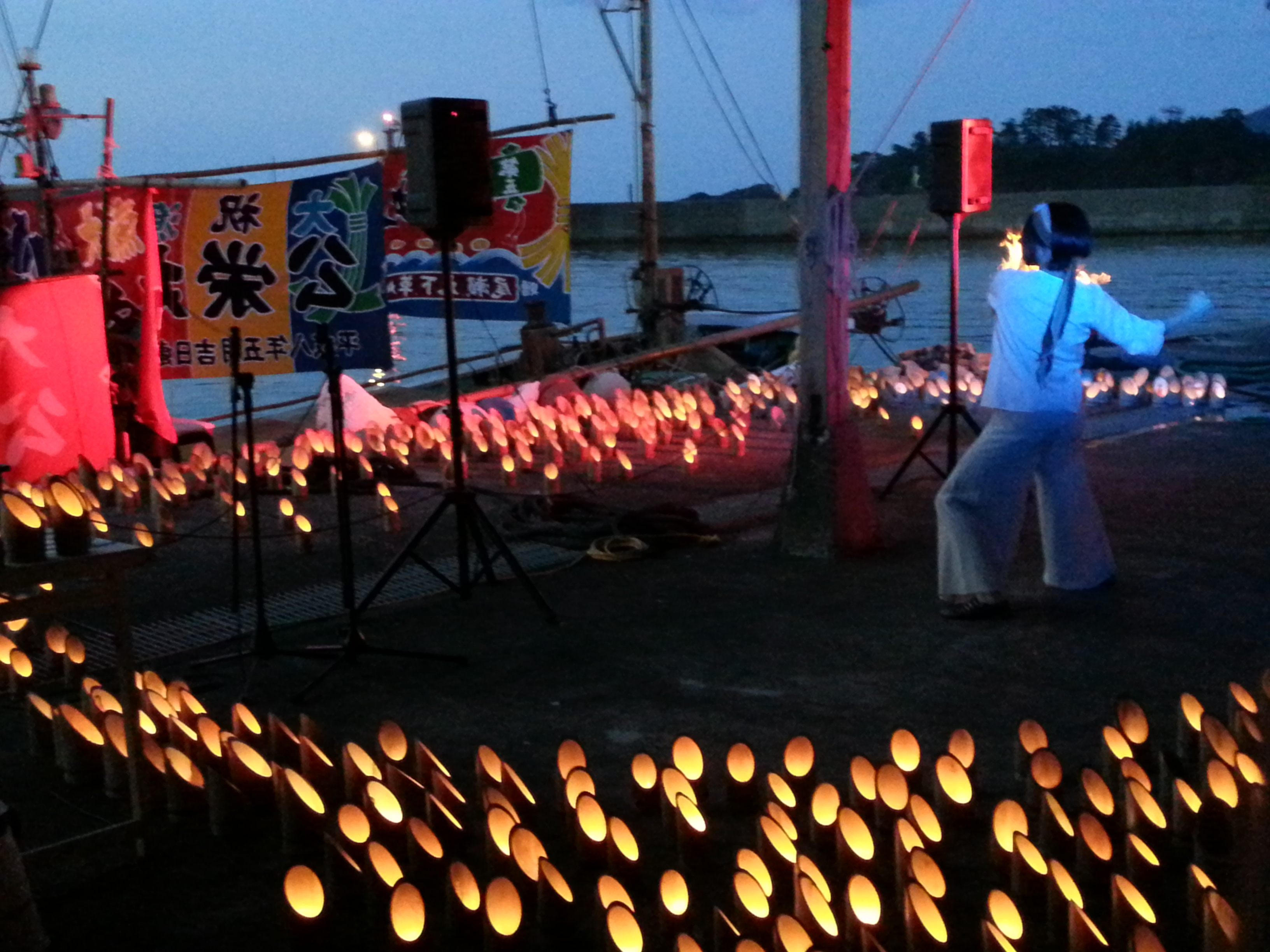
中浜漁港で披露された今豹子の舞踊

2010日韓間人（はしうど）展 in 中浜は、2010年（平成22年）に京丹後市丹後町中浜地区一帯で展開された、アートを通した国際交流イベントである。芸術活動を通して地域の観光振興へ貢献することをめざし、丹後在住の現代芸術作家・池田修造ら地元アーティスト7名で結成された観光芸術推進倶楽部の主催で開催された。
中浜地区は、夕日が沈む漁港を中心に、時代を感じる旧郵便局や井戸や酒蔵等があり、間口2間ほどの狭い路地が続く昔ながらの町並みが残るが、過疎化がすすみ、空き家も多い。その空き家をギャラリーとして活用し、地元の小中高校生や住民にもなんらかの形で参加してもらい、新たな価値を創出しようと企画されたものである。
期間中、漁村は美しい自然や豊富な食材が盛られた大きな「器」 と見立てられ、国内外から12名のアーティストが招かれ、陶芸や舞踏などジャンルを問わず様々な芸術を披露したほか、地元の酒蔵「永雄酒造」の酒蔵アートや、丹後ちりめんの小物や着物の古着市など、地域性を活かした取組が企画された。アーティストらの作品は中浜地区の空き家など10カ所で展示され、世界的なサウンド・アーティスト鈴木昭男により、町内6カ所に、立ち止まって町の息づかいを拾うことができるスポットに足跡のマークをつけた「点音」が設置された。
企画展の名称に掲げられたこの付近の地名である「間人」は、本来はたいざと発音するが、主催者によれば、当地に縁ある聖徳太子の生母間人皇后の伝説 にあやかり「古代からの日本と韓国のつながりを、今また新たな出会いへつなげ、芸術を通じた国際交流はもちろんのこと、この土地ならではの体験・発見・感動の場をつくり出したい。」として、はしうど展とされた。合言葉は「よ〜きなったなあ」。アーティスト・イン・レジデンスにより、韓国から招かれた陶芸家3人が約2週間、市内に滞在し、ゆうゆう作業所（丹後町大山）を拠点に創作活動を行いつつ、陶芸教室などを開いて地域住民と交流した。滞在期間の後半では、中浜地区の空き家をギャラリーとして活用し、制作した作品を展示する美術展を開催。滞在中に制作された作品は、帰国の際、中浜地区に寄贈され、その後2010年（平成22年）10月1日 - 10月31日にかけて、「韓国陶芸作家作品」展としてヒカリ美術館で展示された。

### イベント概要
- 開催日時 2010年（平成22年）8月29日から9月19日[13]
- 開催場所 京丹後市丹後町中浜地区[11]

### 開催企画

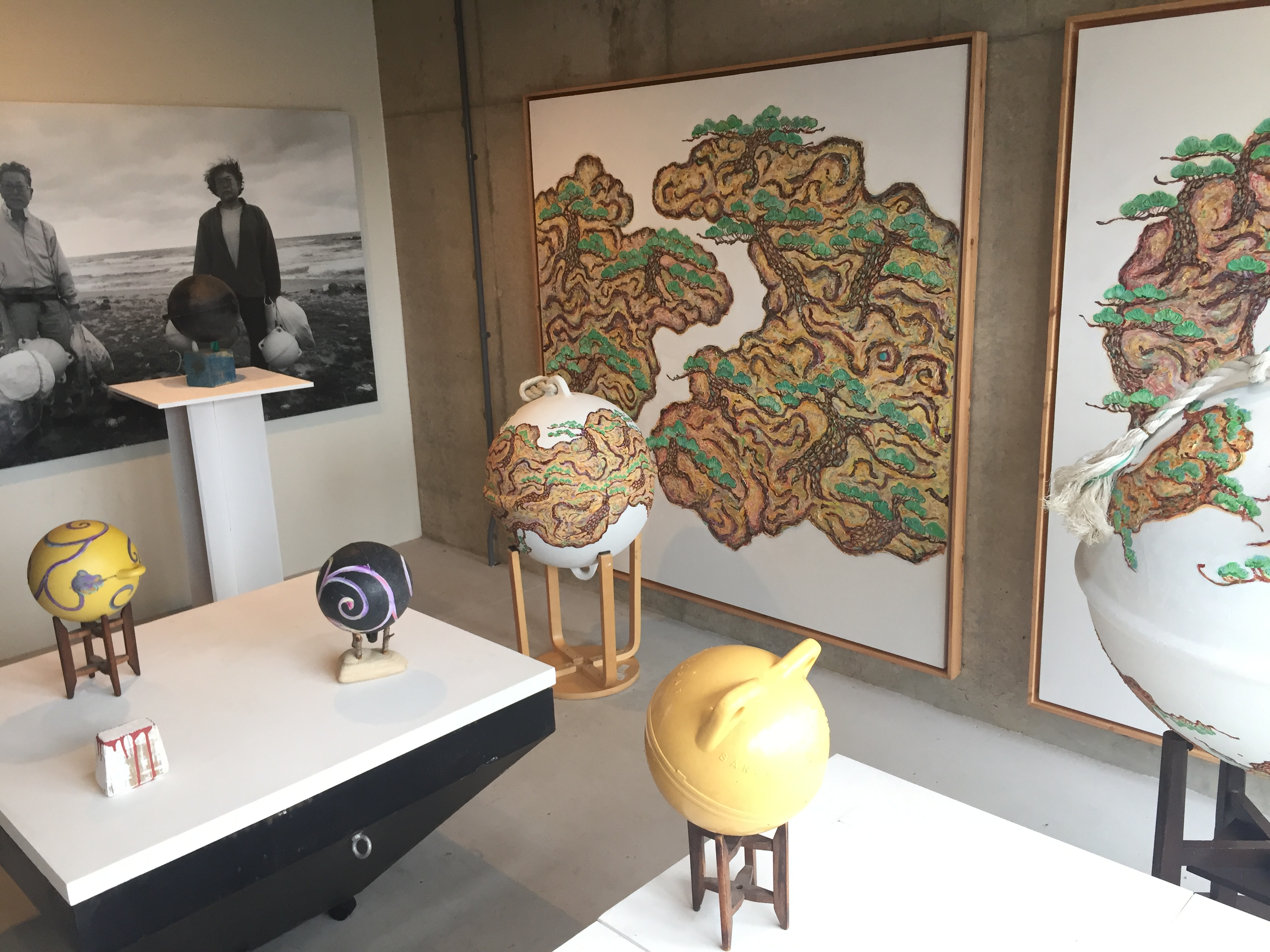
池田修造出品作品

- 8月26日、来日直後の韓国陶芸家らと地域住民との交流を図るねらいで、32名が京丹後市内の織物工場の見学や摘果メロンの粕漬作り体験など、京丹後市内を巡るツアーが開催された[21]。
- 8月27日、韓国陶芸家の指導による陶芸「手ひねり制作」「タタラ制作」体験が行われた[13]。
- 8月29日、オープニングセレモニーが開かれ、城島太鼓の演奏、京丹後市市長や中浜区長のあいさつにつづいて、日韓の参加アーティストが紹介された[22]。
- 9月5日、丹後クチコミ大使による「丹後玉手箱」おはなし会、山崎昭典ギター公演。
- 9月10日、長さ20メートルの竹筒による日韓親善流しそうめん大会が行われた[20]。陶芸家たちが在日中に作陶を行っていたゆうゆう作業所（京丹後市丹後町大山）が、13日に帰国する陶芸家らの送別会として開催した[20]。
- 9月12日、「また逢う日までセレモニー」が開かれ、サウンドアーティスト鈴木昭男のまちなみ歩き点音ミニツアーや、パフォーマンス「自然との対話」、今貂子による舞踏パフォーマンス、アカペラグループ・Permanent Fish[注 2] のコンサートが披露された[11]。滞在中に韓国陶芸家らが制作した作品が公開され、「うみねこ食堂」が臨時開店した[16]。

### 参加アーティスト

#### 日本
- 鈴木 昭男（サウンドアート）……「点音」設置のほか、創作楽器「アナラポス」の演奏などを披露した[11]。
- 今 貂子（舞踏）
- つの田 吉高（ガラス工芸）……作品名『ガラス・オブジェ「WAVE」』[11]。「水」をテーマに制作した[13]。
- 堤 木象（草木染）……ヤシャブシのヤシャダマン[11][注 3]。
- 三宅 賢三（手漉き紙造形美術）……作品名「3 in 4 …幸せは何処に…」[11]
- 池田 修造（立体造形、絵画）……作品名『「へ」のカタチ（ヨシダサンへ）』[11][注 4]
- Hans Peter KUHN ハンス・ペーター・クーン（音と光のインスタレーション）……ビデオサウンドインスタレーション「Watching me watching you」[11]
- 和田 淳子（ダンスパフォーマンス）……路上で移動しながらのダンスパフォーマンスを披露した[19]。
- 山崎 昭典（音楽）……「サンセットライブ」[11]

このほか、無数の風鈴（ヒカリ美術館）や、「あとりえ・あい」「あ・ぽいんと」「いちご・いちえ」による和布留展、古い大漁旗と丹後地方の貝殻の展示などが開催された。

#### 韓国
5名の陶芸家が来日し、うち3名が市内に滞在して8月30日から9月4日にかけて作陶を行い、9月12日から17日にかけて中浜地区の空き家で展示された。作品はその後、中浜地区に寄贈され、翌月、網野町浜詰のヒカリ美術館でも展示された
- Park Sun Woo（陶芸)
- Lee Jung Suk（陶芸)
- Kim Dong Hoi キム・ドン・フェ（陶芸）……作品名「痕跡ー片目の魚」[11] など、海岸線を模して、縁に凹凸をつけた器70点を制作[23]。
- Kang Byung Yoon カン・ビョン・ユン（陶芸）……作品名「祈る」[11]。自然と暮らす風土にインパクトを受け、丹後の平和と豊作を願い、韓国でその意味をもつ牛をモチーフにした作品9点を制作[23]。
- Lee Sun Ok イ・ソン・オク（陶芸）……作品名「大地、そのふところで翔ぶ」[11]。殻を破って自由や生命があふれ出すイメージを丹後の自然に重ね、卵型の陶器作品を制作[23]。

## 2012年「アートレストラン」

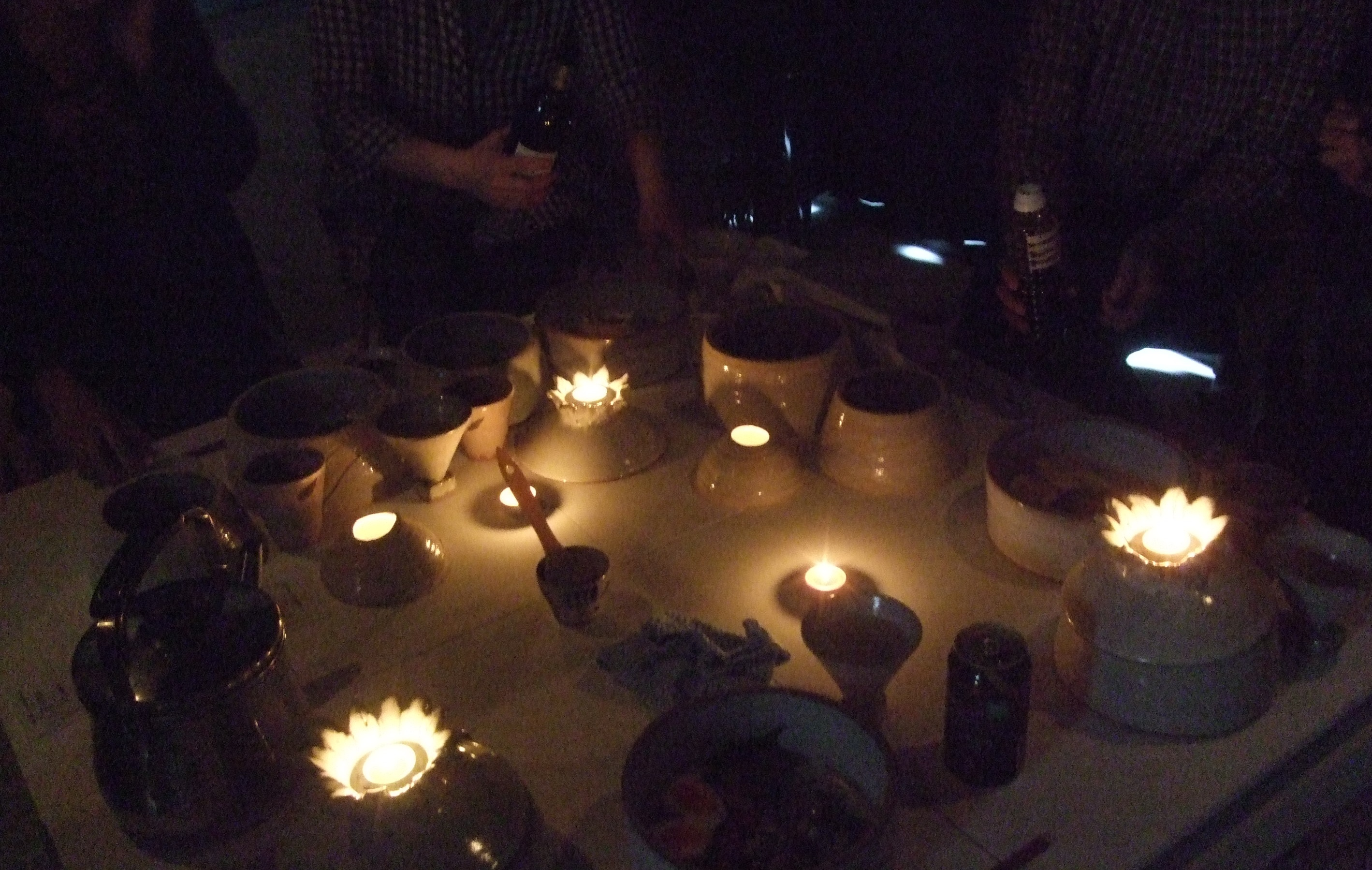
アートレストラン

2012年（平成24年）5月4日、ヒカリ美術館を会場に1日限りの「アート・レストラン」を開店した。
「大地は器」をテーマに、火を使い、丹後の旬の食材で調理した料理を提供した。会場となったヒカリ美術館の池田修造がテーブルアートを、東村幸子が空間演出を担当し、フードクリエーターに浪江正人、サウンド・アーティストに山崎昭典を迎え、飲み物は地元の酒造メーカー竹野酒造（弥栄鶴）が提供した。

## 2013年「丹後建国1300年 茜色の祭典」

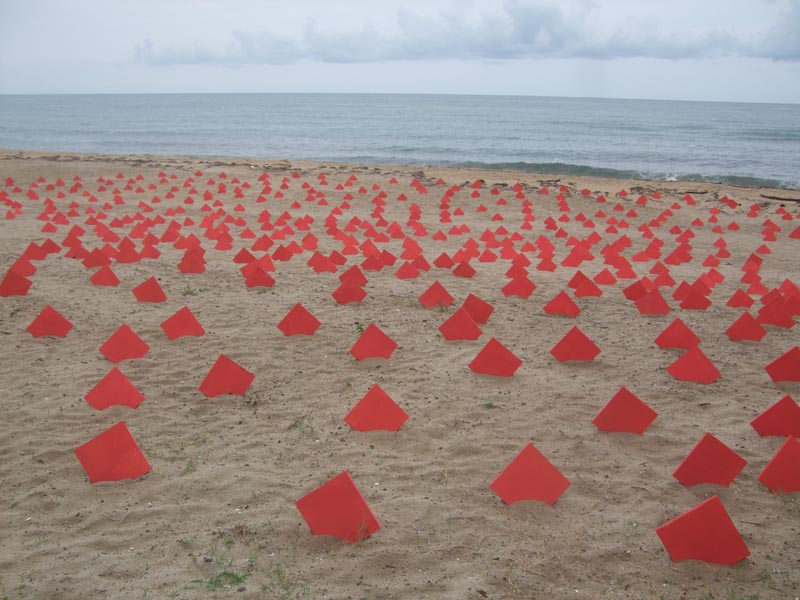
丹後建国1300年 茜色の祭典

2013年（平成25年）夏に開催された。丹後の海の向こうには、縄文・弥生の時代から丹後半島と深いかかわりがある大陸があり、丹後の大地からはかつて交易によって大陸からもたらされた多くの品々が出土している。企画展コンセプトは、この海の道が高度な文化を生み、日本の源となった歴史から、古代のエネルギーであった「太陽」と「炎」をテーマに、東アジアの平穏や日本海側の隆盛を願うとされた。主催は、池田修造を代表として結成された茜色の祭典実行委員会。事務局はヒカリ美術館。会場はおもに夕日ヶ浦海岸西駐車場で開催された。

### プレイベント・関連企画
- 陶塤制作ワークショップ 7月28日

サウンドアートの先駆者として知られる丹後在住のアーティスト鈴木昭男 を講師とし、浜詰団地センターで開催された。
陶塤（とうけん）は、弥生時代の土笛といわれ、丹後地方から福岡県までの日本海側約20カ所の遺跡から出土している。京丹後市では竹野遺跡、途中ヶ丘遺跡、扇谷遺跡から出土した。ワークショップでは、鈴木昭男による制作指導のほか、演奏や講演「古代のロマンを語る」も開催された。
- 花火大会 8月15日
- サンセットライブ 8月23、24、25日

鈴木昭男（サウンドアート）、宮北裕美（ダンス）のほか、徳田健、ダリル永岡、坂本アキコがステージライブを行った。

### メインイベント

#### 開催日時
2013年（平成25年）8月31日（土） 茜色の祭典 夕日と炎の饗宴

#### 開催企画
1,000個の竹のランプシェードが、砂浜を星空のように演出し、古代のオブジェや炎の演出が彩る会場で、丹後の食材にこだわった「茜色のレストラン」を開店、夕日観察の後、サンセットライブが行われた。
ステージアーティストは、山崎昭典（アコースティックギター）、中川裕貴（チェロ）、安田敦美（歌）、misuzu（ダンス）。

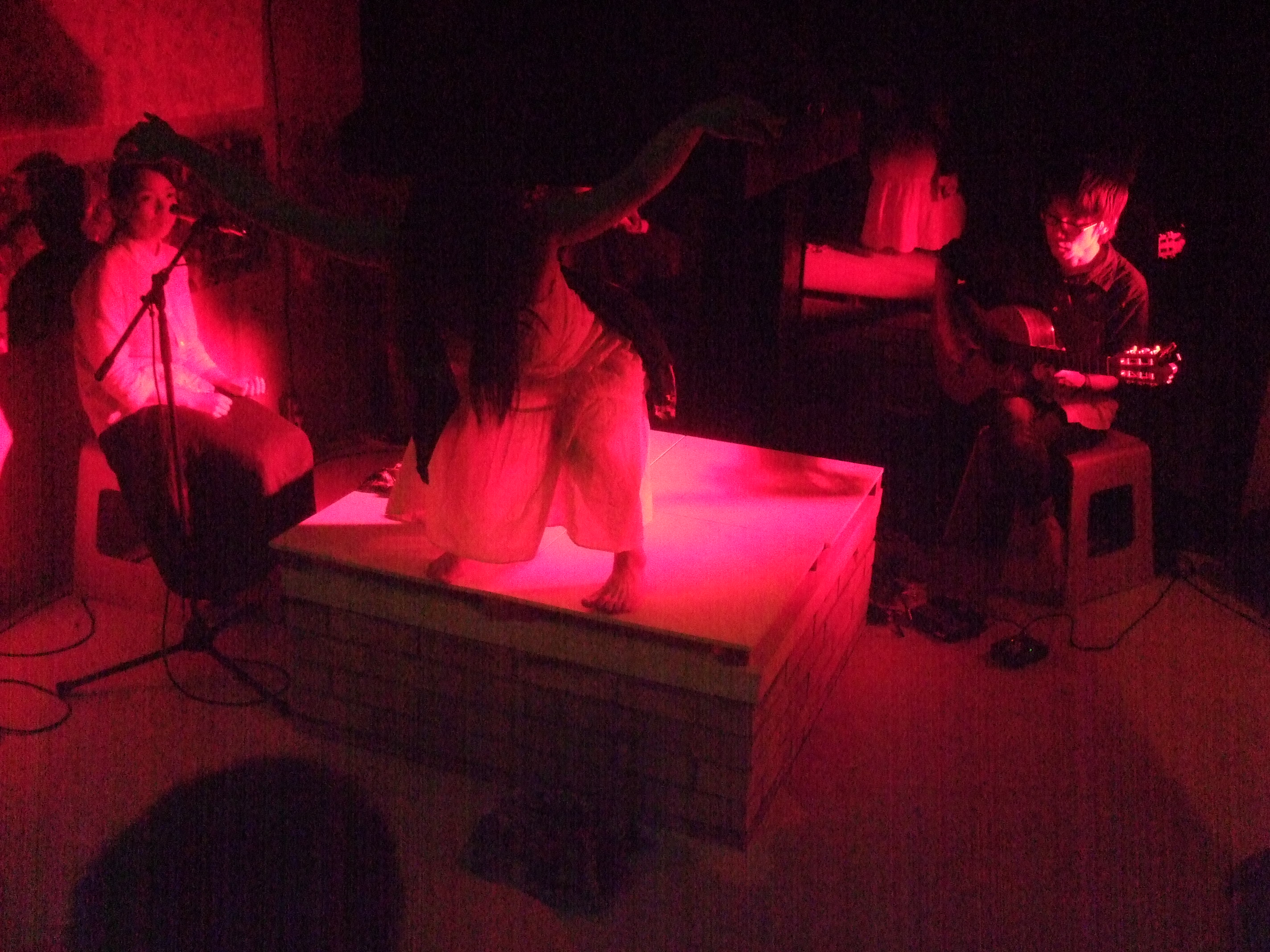
茜色の祭典
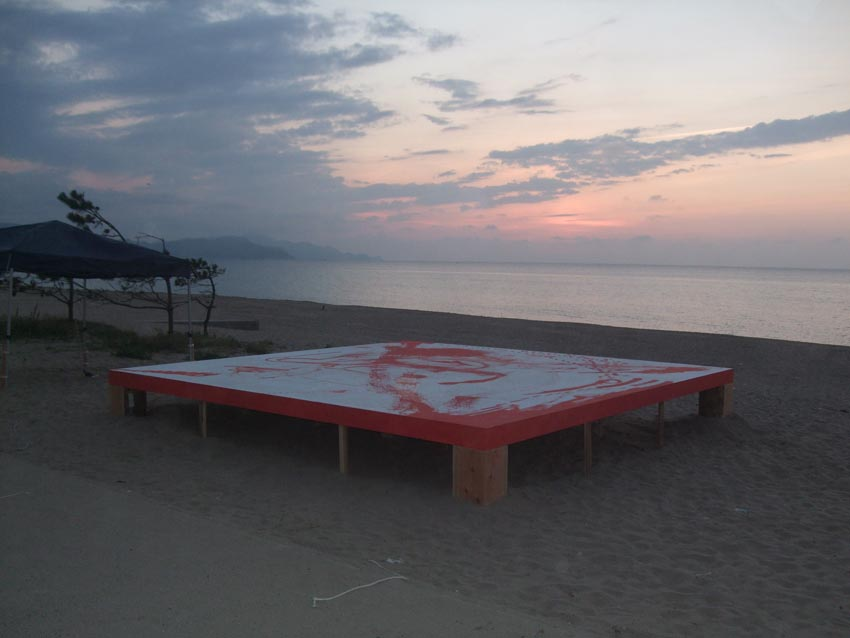
丹後建国1300年 茜色の祭典

## 2014年 第3回夏休みジオパーク「大地は器」で遊ぼう
「海の京都」と称される京丹後の海の魅力を伝えるイベントとして、京丹後市丹後町の中浜漁港を中心に、体験型プログラムを中心に開催された夏休みイベント。丹後の海や自然を感じるアートイベントのほか、地魚の競り市や小魚釣り体験、海の生き物の紹介コーナーなど、丹後の海にまつわる様々な体験や見学イベントが開催され、参加者に漁港めしなどが振る舞われた。

### 1日目（7月28日）
- サウンドアーティスト鈴木昭男船上パフォーマンス「夕日と音の饗宴」[7]。
- 夕日を観よう 暗闇に揺らぐ千の竹灯り[7]
- 小さな漁港で西アジアの異文化体験パフォーマンス[7]（鈴木昭男とダンサー宮北裕美による[28]）。

### 2日目（7月29日）
- 遊魚船「とび丸タクシー」[29] による定置網漁の見学体験[28] や、経ヶ岬ジオパーク巡りが行われた[7]。また、竹野漁港では、21世紀に入って存在が一般に知られるようになった丹後半島の「青の洞窟」巡りが行われた[7]。
- 「魚魚あわせ（ととあわせ）[30]」によるカルタ大会が行われ[28]、優勝者には京丹後市の特産品が進呈された[7]。

## 2015年「大地は器2015」

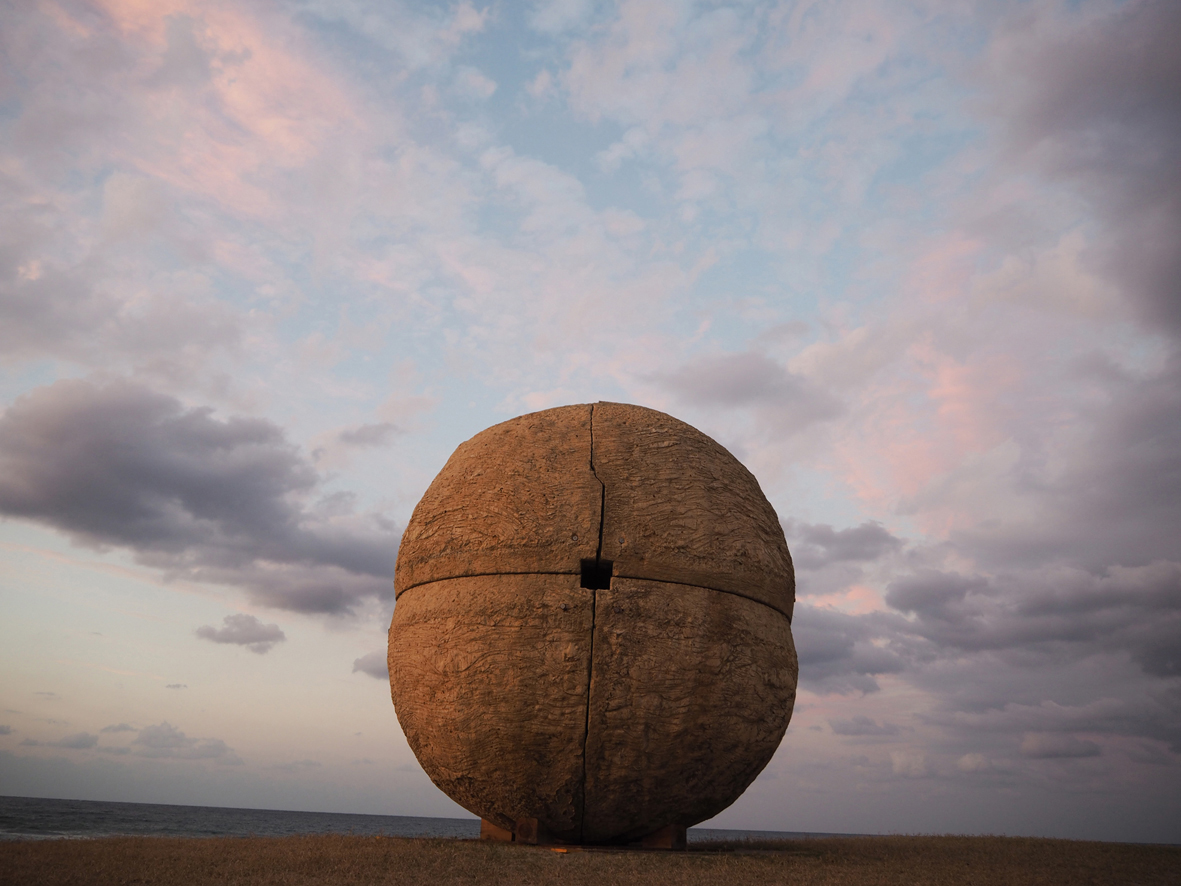
風還元 巨大な土の球体Φ４.１m

「文化と自然でまちづくり」実行委員会が主催し、京丹後市網野町、久美浜町で2015年（平成27年）に開催した、およそ半年間に及ぶアートイベント。2015年5月から9月までの約5か月間をプレイベント期間とし、陶芸ワークショップなどを開催。メインイベントは9月20日から11月7日の約6週間、町内4カ所で「ヒカリ」をテーマにした展覧会「丹後派展」を開催し、芸術作品の展示が行われた。イベント事務局は、ヒカリ美術館。
メインイベントの目玉は、三重県伊賀市在住の彫刻家大平和正による「風還元 - 巨大な土の球体∅4.1m」と題された直径4.1メートル、総重量21トンの巨大な土の球体作品で、巨大な古墳群や石棺などの古代遺跡が多く存在する丹後地方ならではの、古代のエナジーを抱く時空を超えたモニュメントとして歓迎された。この球体作品は、「風還元 土の球体プロジェクト展」で約3週間、葛野浜に設置された。当時の京丹後市長・中山泰が見学に訪れ、山陰海岸ジオパークのシンボルとして丹後の海に設置したいと申し出たことにより、この後に予定されていた東京都中野区「中野四季の森公園」での展示 を終えた後ふたたび京丹後市に戻り、同年11月に京丹後市に寄贈されたが、市はその後、防護柵の設置を巡って作家側と意見が対立し、球体はその後3年以上風雨にさらされて劣化したため、市が移設費用を負担して作家に返還した。球体は、大平の知人が経営する長野県原村の森の中にあるレストラン「カナディアンファーム」の敷地に設置されることになり、2018年12月11日、京丹後市から移設された。

### プレイベント
2015年（平成27年）5月16日 - 9月6日をプレイベント期間として、様々な体験型企画が開催された。

#### 開催企画・日時・場所
- 5月16日 - 18日、ヒカリ美術館を会場に、陶芸ワークショップ「球体植木鉢を作ろう」を開催。mixひとびとtango（通称ミクタン）コラボ企画として、行われた[34]。
- 6月7日、ヒカリ美術館が主催し、夕日ヶ浦海水浴場から函石浜海水浴場でビーチコーミングを行い、浜辺で漂流物を採集した。翌週の14日には、これらで造形遊びと称してペーパーウェイト作りが行われた[34]。
- 7月19日 - 21日には、「サイネンショー」の事前交換会が豪商 稲葉本家で行われ、素材に用いる不要陶器の収集が行われた[34]。
- 9月4日 - 6日には、大地の芸術祭 越後妻有アートトリエンナーレ2015の見学と観光研修ツアーを企画し、「文化と自然でまちづくり」実行委員会のほか、有志が参加した[34]。

### メインイベント

#### 開催日時
2015年（平成27年）9月20日 - 11月7日

#### 開催企画・開催場所

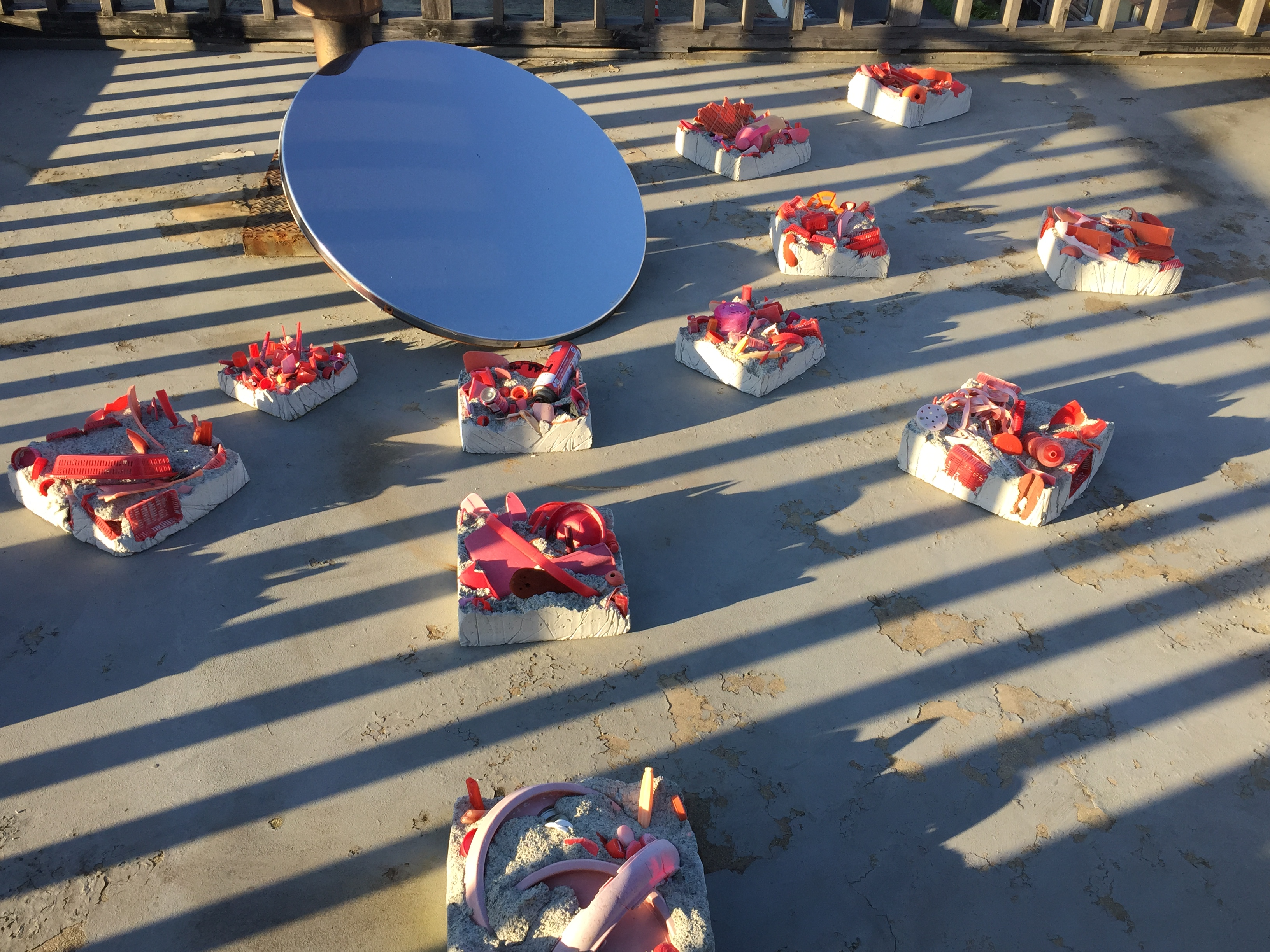
鈴木作品「丹華」

- 丹後派展と題して、丹後の「丹」が意味する赤を基調の色彩と定め、丹後の海を物語る漂流物、夕日、子午線、丹後の風景など、自然によってもたらされたあらゆるものを素材に、丹後の地域性を芸術作品に色濃く昇華した作品展を開催した[9][34]。
  - 会期は、10月19日から11月10日。
  - 会場には、ヒカリ美術館（網野町浜詰）、ふるさと未来ステーション月庭（網野町木津）、ふく松喫茶（網野町木津）、特別養護老人ホーム丹後園（網野町木津）の網野町4会場が使用された[31]。
  - 参加アーティストは、鈴木昭男（漂流物オブジェ「丹華」、展示会場はヒカリ美術館）、 宮北裕美（ビジュアルアート、展示会場はヒカリ美術館、ふく松喫茶）、 足立あゆみ（絵画、展示会場はヒカリ美術館、月庭）、 東村幸子（銅版画、展示会場はヒカリ美術館、特別養護老人ホーム丹後園）、 池田修造（絵画、オブジェ。展示会場はヒカリ美術館）の5名。
- 風還元 土の球体プロジェクト展と題して、2015年（平成27年）9月20日 - 10月12日、葛野浜（久美浜町葛野[32]）に大平の巨大球体作品が展示されるとともに、町内の観光施設「豪商 稲葉本家」などでも展覧会が開催された[9][34]。
  - 大平和正展・風還元「球体」＋風器「花・食」展  9月6日（日） - 10月10日（土） 場所「豪商 稲葉本家」[9][34]
  - アーティストトークと越後妻有「大地の芸術祭」レポート 10月4日（日） 場所「豪商 稲葉本家」 講師として大平和正らが出演した[34]。
  - 小西いく子展「巨大球体・海・はな（パフォーマンス）」 10月3日（土） 場所「葛野浜」 大平和正の巨大球体を花器として、生け花パフォーマンスが行われた[9][34]。
  - 野中久美子 能管演奏「神を送る妙音」 10月3日（土） 場所「葛野浜」 大平和正の巨大球体の傍らで演奏された[35]。
- 陶芸家の松井利夫と阪井義彦がプロデュースしたサイネンショーは、不要な陶器を1300度の高温で再び焼いて熔融し、原型を崩したり、ビードロが掛かるなどの様々な「窯変」によって生じる美を芸術をとらえた。9月29日から10月1日にかけて久美浜町山内の窯小屋で焼成し、10月12日から11月7日にかけて豪商 稲葉本家（久美浜町）で展示された[31][34]。

### 関連イベント
- 9月20日、NPO法人まちづくりサポートセンター主催により、「フィールドミュージアム」と題したガイド付き遊歩道散策会が、葛野浜から箱石浜にかけての海岸で行われた。
- 9月22日、足立あゆみと東村幸子の指導によるワークショップ「エコバッグ作り」が、特別養護老人ホーム丹後園で行われた。
- 9月26 - 27日、ヒカリ美術館にてワークショップ「ミニ盆栽作り」が行われ、9月28日から10月12日に展示、一般公開された。

## 2017年「日本海×アート×漂流」展
古代には外国の文明も伝えられた歴史を振り返りつつ、丹後半島の海岸に毎年打ち上げられる漂流物は、大地に住む人間の廃棄物を大地に返して浄化しようとする自然からの環境悪化を訴える声であるとして、海岸に出て漂流物を拾い、作品として展示することで、市民や観光客に丹後半島の現状を訴え、地域の環境に目を向け考えてもらうきっかけとすることをねらい、開催された。
主催は、2017年（平成29年）4月に結成された丹後アート会議「大地は器」（代表：池田修造 - ヒカリ美術館）、ヒカリ美術館。丹後アート会議「大地は器」は、池田修造、東村幸子、岡本タロー、坂井義彦、溝渕真一郎、中前寛文、太田敬二、沖佐々木範幸の8名の丹後在住アーティストによって組織された。

### イベント概要
- 開催日時

2017年（平成29年）9月9日から9月18日。
- 開催場所

旧田中家具店、旧藤BAR、旧高田商店（いずれも京丹後市峰山町）の3カ所の空き店舗で開催された。

### 開催企画
旧田中家具店では、6名の作家による約30点の作品が出品された。漂流物を用いたオブジェや絵画が展示され、とくに注目を集めたのは、池田修造による絵画作品「オイル・オン・キャンバス」で、この絵画は1997年（平成9年）のロシア船籍のタンカー・ナホトカ号重油流出事故で、網野町の海岸に漂着した重油を絵の具の代わりに用いて描かれていた。17日には、浮標にアクリル絵の具で彩色するアートワークショップが行われた。
旧藤バーでは、この年に生誕100年を迎えて日本でも伝記映画 が公開された朝鮮半島出身の詩人で、戦時中に来日し、同志社大学在学中に治安維持法違反で逮捕され、服役中に亡くなった尹東柱（ユン・ドンジュ）の詩をモチーフにした作品などが展示された ほか。来場者がアーティストらとコミュニケーションを楽しむ空間として開放された。
旧高田酒店では、貝殻や陶片などの海岸漂着物をアクセサリーなどに加工するワークショップが行われた。

### 参加アーティスト
- 池田修造 …… 作品名「オイル・オン・キャンバス」。

ほか、東村幸子ら、あわせて6名。

## 2017年「器」と「食」のアートコラボレーション 大地は器
2017年（平成29年）9月23日の昼夜の各1回、道の駅丹後王国「食のみやこ」で開催された「器」と「食」のアートコラボレーション - 丹後王国を、ヒカリ美術館の池田修造がプロデュースし、京丹後市久美浜町の豪商 稲葉本家で陶芸を指導する陶芸家の坂井義彦 が大地への思いを込めて焼きあげた陶器に、「食のみやこ」のカフェGRACIAの料理人である稲垣裕二が腕をふるった特別なコース料理が盛り付けられ、各回12名限定で提供された。

## 2018年「メタモルフォーゼ×アート×漂着」展
かつて海を渡り、大陸から伝わった絹織物は、今日も丹後ちりめんに代表される丹後半島の宝であり、養蚕はかつて主要な産業のひとつだった。蚕がサナギになる前に繭を作るように、身の回りには多くの「変身」があるとして、ドイツ語で「変身」を意味するメタモルフォーゼ（Metamorphose）をテーマに掲げた。
今日、海を渡って大陸から届く、朽ち果てる前のゴミとしか見做されない漂着物も、アートによって新たなに価値あるものに生まれ変われることを提示するとともに、丹後半島が古今、大陸と密接な関係にあることを検証し、大量生産や大量消費の社会を見直す機会になるよう願って開催された。

### イベント概要
- 開催日時

2018年9月2日から9日の8日間の作品展示と、最終日の9日にはワークショップを行った。また、9月1日にもプレイベントが行われた。
- 開催場所

旧田中家具店（京丹後市峰山町）

### 開催企画
- オープニングライブ

山崎昭典のソロライブと、海や空の映像と塩汲みのパフォーマンスを組み合わせたライブが行われた。
- 作品展

大きな浮標にうねる大地を描いた池田修造のオブジェや、浮標に土を詰めて焼成した陶芸作品、など、9作家による20作品が出品された。いずれも丹後半島の海岸に流れ着くゴミを拾い集め、それらを素材に創作されたもので、アートを通して大陸とのつながりや日本海の環境問題への意識の啓発、新たな価値観の創出を描いた。
- ワークショップ

東村幸子の「眼タモルフォーゼ」をアレンジした、流木に着色してアクセサリーや置物に作り替えたり、筒に貝殻の破片などを入れて万華鏡を作るワークショップが行われた。

### 参加アーティスト

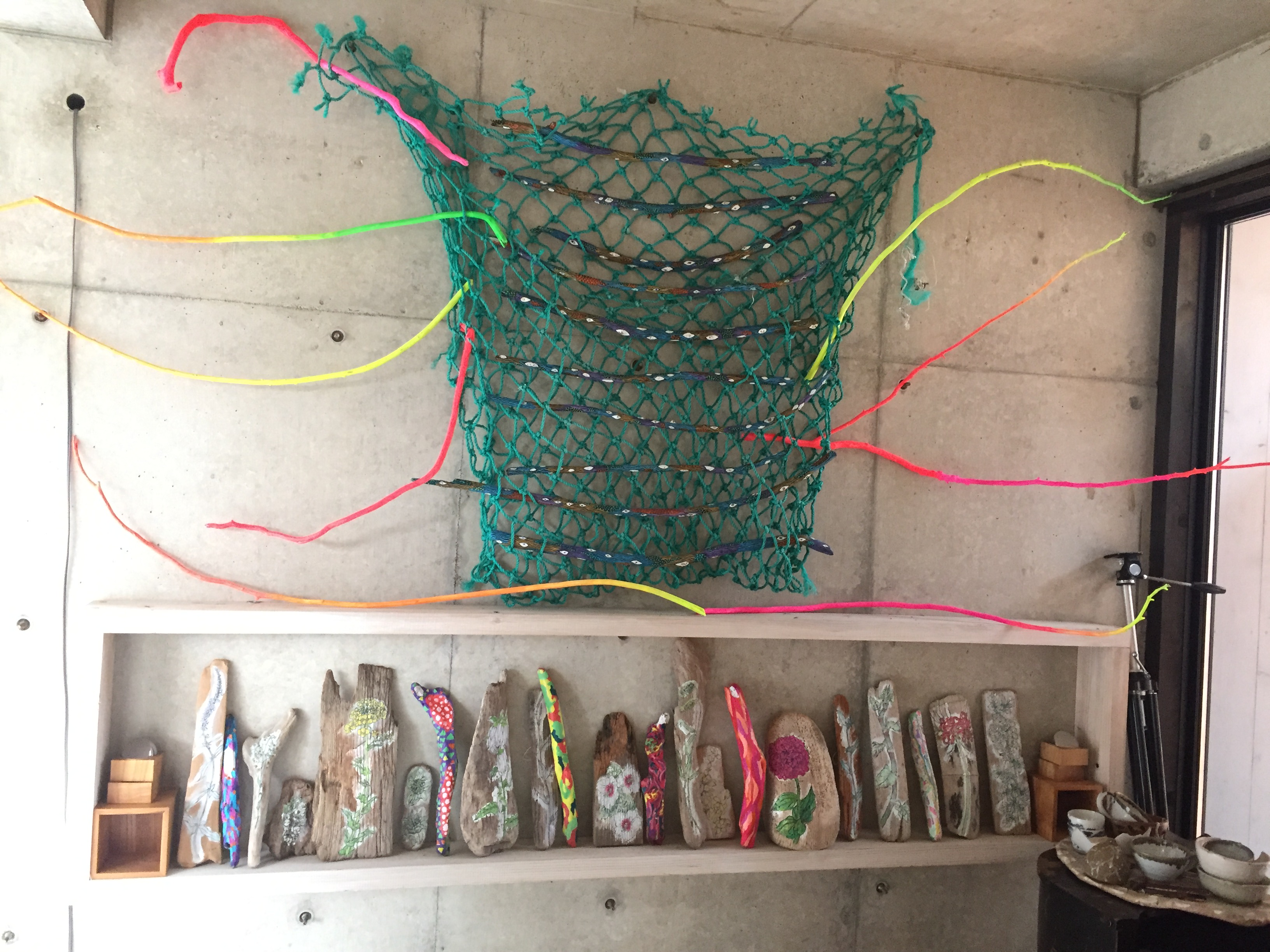
東村幸子出品作品「眼タモルフォーゼ」

- 沖佐々木範幸 …… 作品名「貝殻時計－波音」。海岸で拾ってきた貝殻に時計の針とムーブメントを備え、時計を作った[49]。
- 東村幸子 …… 作品名「眼タモルフォーゼ」：流木にアクリル絵の具で無数の目を描き、漂着した漁網と組み合わせた作品[49]。流木に目を描いて生まれ変わらせるアートは、9月9日（日）にワークショップでも制作された。
- 溝渕真一郎 …… 作品名「on the beach」：海岸で拾ってきた流木や貝殻、ハングルの書かれた缶などの漂着物を箱に詰めた作品[49]。
- ヨシダミノル(故) …… 海岸に打ち上げられた「ハリセンボン」の骨のデッサン画[47][48]。ヨシダミノルのドローイング作品シリーズでは最後の作品となった数点[注 9]。

ほか、池田修造ら、あわせて9名。

## 2023年 「大地は器　土と絵と音と」展

### イベント概要
- 開催日時

2023年11月19日〜26日の7日間で、5人アーティストの作品展示が行われた。
- 開催場所

大宮ふれあい工房（京丹後市大宮町三坂）

### 参加アーティストと開催企画
「韓哲・まちづくり夢基金」を活用し開催された。参加アーティストは、日本と韓国を往来して活動する丹後町在住の陶芸家カンビョンユン、23年のベルリン滞在歴をもつ豊岡市在住の画家である木本景子、宮津市在住のフルート奏者・奥野英恵、唄とギターのユニット「カタリコト」の安田敦美と山崎昭典の5人。19日にオープニングパフォーマンス、23日のパフォーマンスで木本景子のライブペイントと奥野英恵とカタリコトの演奏、26日に奥野英恵と山崎昭典のコンサート「タンゴの響き」が開催された。